# Fluorid sírový

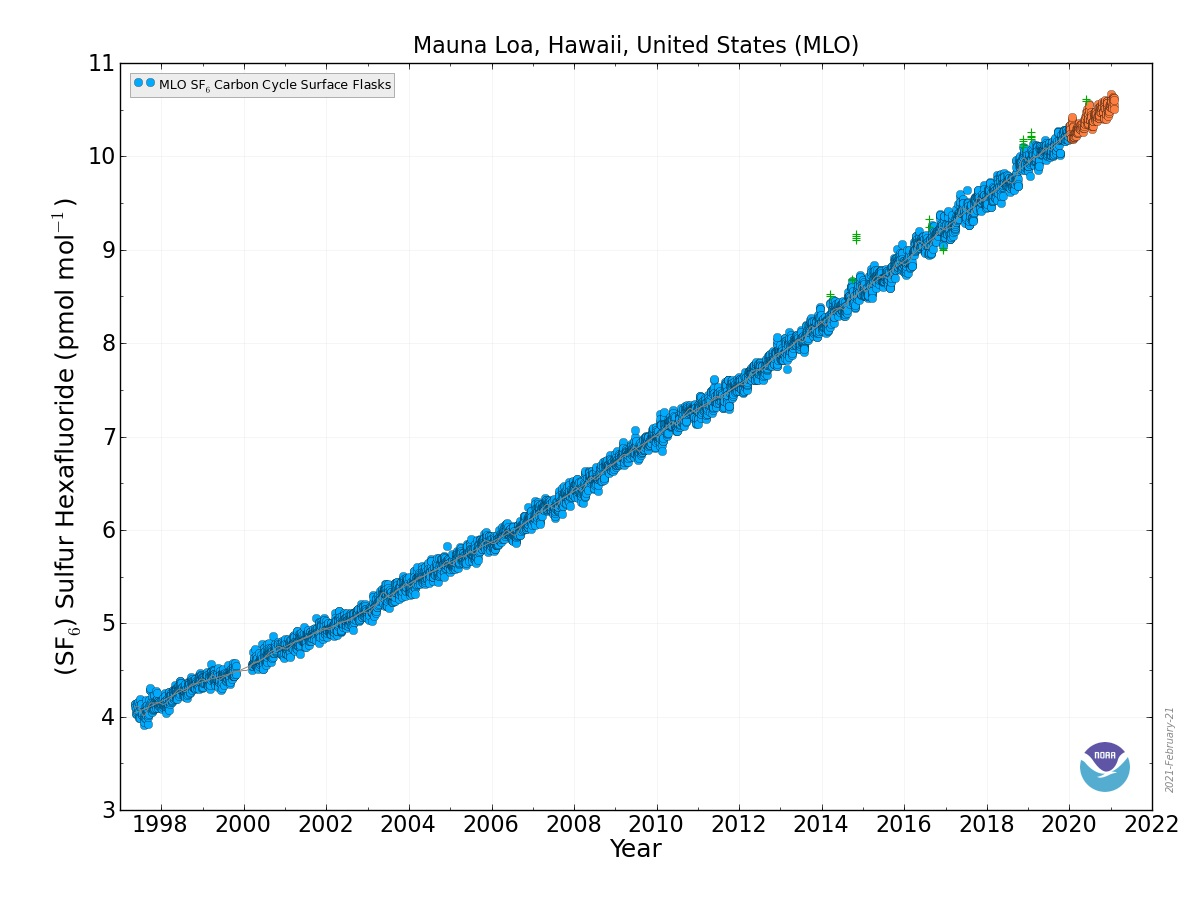
Graf množství fluoridu sírového ve vzduchu (měření na hoře Mauna Loa)

Fluorid sírový (též hexafluorid síry, někdy označovaný podle vzorce SF6) je bezbarvá, plynná, anorganická chemická látka se vzorcem SF6. Tato látka je nepolární a má vysokou hustotu, asi šestkrát vyšší, než je hustota vzduchu. Na rozdíl od ostatních fluoridů síry není jedovatý, proto se používá při různých fyzikálních pokusech a je v elektrotechnickém průmyslu používán jako izolační plyn. Podle IPCC je SF6 skleníkovým plynem a za posledních 16 let se jeho koncentrace v ovzduší téměř zdvojnásobila (viz graf). Evropská komise navrhla v roce 2023 zakázat jeho používání.

## Výroba
Roku 1901 Henri Moissan a Paul Lebeau objevili, že fluorid sírový vzniká, společně s fluoridem siřičitým (SF4) a dekafluoridem disíry (S2F10), reakcí síry a fluoru (avšak je kontaminován ostatními fluoridy a fluorem, dále probíhá čištění).
S8 + 24 F2 → 8 SF6
Dále je potřeba odstranit ostatní produkty, které jsou jedovaté. Zahříváním se rozpadne dekafluorid disíry, a fluorid siřičitý se odstraňuje reakcí s hydroxidem sodným (NaOH), kde vznikají fluorid sodný (NaF) a síran sodný (Na2SO4).
S2F10 → SF4 + SF6
SF4 + 6 NaOH → Na2SO3 + 4 NaF + 3 H2O
2 F2 + 4 NaOH → 4 NaF + 2 H2O + O2
Fluorid sírový je inertní, nereaguje dokonce ani s roztaveným sodíkem, ale je schopen exotermně reagovat s lithiem. 

### Použití
Ročně se vyrobí asi 8 000 tun této látky. Asi 70 % se využije v elektrotechnickém průmyslu jako dielektrikum (elektrický izolant), dále se využívá při odlévání reaktivních kovů, např. hořčíku, a na plynnou výplň oken. V medicíně se využívá jako negativní kontrastní látka při ultrasonografii ve formě mikrobublinek obalených fosfolipidovou membránou.

### Zákaz používání
Kvůli vysokému vlivu plynu SF6 na skleníkový efekt bude jeho použití zakázáno. Proto jsou hledány náhrady za SF6, které jsou ale dražší, nedosahují tak dobrých izolačních schopností a vyžadují změny konstrukce dotčených elektrických zařízení.

## Změna hlasu
Fluorid sírový je schopen při vdechnutí měnit hlas. Helium má nízkou molární hmotnost, asi 4 g/mol, což je nižší než vzduch, který má hmotnost (výpočtem) asi 30 g/mol, tedy i nižší hustotu. Hélium tedy zvyšuje frekvenci hlasu. Naopak fluorid sírový, který má molární hmotnost asi 146 g/mol, několikanásobně snižuje frekvenci hlasu, tedy vytváří hlubší hlas. Hluboký hlas zůstane po mnohem delší dobu než vysoký hlas u hélia, jelikož tento těžký plyn se z plic špatně dostává pryč, na rozdíl od helia, které je lehčí než vzduch. Rychlost zvuku ve fluoridu sírovém je asi 2,3krát nižší než ve vzduchu.